# Nine Lives (альбом Aerosmith)
Nine Lives — двенадцатый студийный альбом американской рок-группы Aerosmith. Выпущен 18 марта 1997 года. Продюсерами альбома выступили Aerosmith и Кевин Ширли. Это был первый студийный альбом группы, изданный лейблом Columbia Records со времени вышедшего в 1982 году Rock in a Hard Place. Nine Lives достиг верхней строчки в чарте Billboard 200. Один из синглов с альбома, «Pink», выиграл «Грэмми» в категории «Лучшее вокальное рок исполнение дуэтом или группой».
На первоначальной обложке альбома был изображён Кришна с кошачей головой, танцующий на головах демонического змея Калии. Кришнаиты и другие индуисты нашли это оскорбительным. К тому же, авторские права на картину принадлежали кришнаитскому издательству «Бхактиведанта Бук Траст». В результате Columbia Records была вынуждена принести индуистам извинения и заменить обложку альбома на другую.

## Список композиций
| №   | Название                                 | Автор(ы)                                   | Длительность |
| --- | ---------------------------------------- | ------------------------------------------ | ------------ |
| 1.  | «Nine Lives»                             | Steven Tyler, Joe Perry, Marti Frederiksen | 4:01         |
| 2.  | «Falling in Love (Is Hard on the Knees)» | Tyler, Perry, Glen Ballard                 | 3:26         |
| 3.  | «Hole in My Soul»                        | Tyler, Perry, Desmond Child                | 6:10         |
| 4.  | «Taste of India»                         | Tyler, Perry, Ballard                      | 5:53         |
| 5.  | «Full Circle»                            | Tyler, Taylor Rhodes                       | 5:01         |
| 6.  | «Something's Gotta Give»                 | Tyler, Perry, Fredriksen                   | 3:37         |
| 7.  | «Ain't That a Bitch»                     | Tyler, Perry, Child                        | 5:25         |
| 8.  | «The Farm»                               | Tyler, Perry, Mark Hudson, Steve Dudas     | 4:27         |
| 9.  | «Crash»                                  | Tyler, Perry, Hudson, Dominic Miller       | 4:26         |
| 10. | «Kiss Your Past Good-Bye»                | Tyler, Hudson                              | 4:32         |
| 11. | «Pink»                                   | Tyler, Richard Supa, Ballard               | 3:55         |
| 12. | «Attitude Adjustment»                    | Tyler, Perry, Fredriksen                   | 3:45         |
| 13. | «Fallen Angels»                          | Tyler, Perry, Supa                         | 8:18         |

### Бонусные треки
| №   | Название              | Автор(ы)                 | Длительность |
| --- | --------------------- | ------------------------ | ------------ |
| 12. | «Falling Off»         | Tyler, Perry, Fredriksen | 3:02         |
| 13. | «Attitude Adjustment» | Fredriksen               | 3:45         |
| 14. | «Fallen Angels»       | Tyler, Perry, Supa       | 8:18         |

### Бонусные треки (японская версия)
| №   | Название        | Автор(ы)                               | Длительность |
| --- | --------------- | -------------------------------------- | ------------ |
| 14. | «Falling Off»   | Tyler, Perry, Fredriksen               | 3:02         |
| 15. | «Fall Together» | Tyler, Hudson, Greg Wells, Dean Grakal | 4:38         |

### Бонусные треки (альтернативная японская версия)
| №   | Название              | Автор(ы)                               | Длительность |
| --- | --------------------- | -------------------------------------- | ------------ |
| 12. | «Falling Off»         | Tyler, Perry, Fredriksen               | 3:02         |
| 13. | «Fall Together»       | Tyler, Hudson, Greg Wells, Dean Grakal | 4:38         |
| 14. | «Attitude Adjustment» | Fredriksen                             | 3:45         |
| 15. | «Fallen Angels»       | Tyler, Perry, Supa                     | 8:18         |

### Бонусные треки (аргентинская/бразильская версия и европейский ререлиз)
| №   | Название                       | Автор(ы)                 | Длительность |
| --- | ------------------------------ | ------------------------ | ------------ |
| 12. | «Falling Off»                  | Tyler, Perry, Fredriksen | 3:02         |
| 13. | «Attitude Adjustment»          | Fredriksen               | 3:45         |
| 14. | «Fallen Angels»                | Tyler, Perry, Supa       | 8:18         |
| 15. | «I Don't Want to Miss a Thing» | Diane Warren             | 4:56         |

## Список исполнителей
- Стивен Тайлер — вокал, клавишные, фортепиано, ударные, гармоника.
- Джо Перри — соло-гитара, слайд-гитара, бэк-вокал.
- Брэд Уитфорд — ритм-гитара, акустическая гитара.
- Том Гамильтон — бас-гитара.
- Джоуи Крамер — ударные[3].

## Чарты

### Альбом
| Чарт (1997)                  | Наивысшая позиция |
| ---------------------------- | ----------------- |
| Australian Top 50 Albums     | 13                |
| Austrian Top 75 Albums       | 2                 |
| Flanders, Belgium 100 Albums | 11                |
| Wallonia, Belgium 100 Albums | 5                 |
| Canadian Albums Chart        | 2                 |
| Finnish Top 50 Albums        | 1                 |
| French Top 100 Albums        | 5                 |
| German Albums                | 3                 |
| Netherlands Top 100 Albums   | 17                |
| New Zealand Top 40 Albums    | 14                |
| Norwegian Top 40 Albums      | 6                 |
| Swedish Top 60 Albums        | 3                 |
| Swiss Top 100 Albums         | 3                 |
| UK Albums Chart              | 4                 |
| US Billboard 200             | 1                 |

### Синглы
| Год  | Сингл                                    | Чарт                   | Позиция |
| ---- | ---------------------------------------- | ---------------------- | ------- |
| 1997 | «Falling in Love (Is Hard on the Knees)» | Mainstream Rock Tracks | 1       |
| 1997 | «Falling in Love (Is Hard on the Knees)» | Top 40 Mainstream      | 29      |
| 1997 | «Falling in Love (Is Hard on the Knees)» | The Billboard Hot 100  | 36      |
| 1997 | «Hole in My Soul»                        | Mainstream Rock Tracks | 4       |
| 1997 | «Hole in My Soul»                        | The Billboard Hot 100  | 51      |
| 1997 | «Hole in My Soul»                        | Top 40 Mainstream      | 63      |
| 1997 | «Nine Lives»                             | Mainstream Rock Tracks | 37      |
| 1997 | «Pink»                                   | Mainstream Rock Tracks | 1       |
| 1997 | «Pink»                                   | Top 40 Mainstream      | 23      |
| 1997 | «Taste of India»                         | Mainstream Rock Tracks | 3       |
| 1998 | «Pink»                                   | The Billboard Hot 100  | 27      |

## Сертификация
| Организация                    | Уровень       | Дата          |
| ------------------------------ | ------------- | ------------- |
| IFPI — Финляндия               | Gold          | 1997          |
| BVMI — Германия                | Золотой       | 1997          |
| Swiss Music Charts — Швейцария | Золотой       | 1997          |
| Swiss Music Charts — Швейцария | Платиновый    | 1997          |
| BPI — Великобритания           | Silver        | March 1, 1997 |
| RIAA — США                     | Золотой       | May 6, 1997   |
| RIAA — США                     | Платиновый    | May 16, 1997  |
| RIAA — США                     | 2× платиновый | June 8, 1998  |
| IFPI — Австрия                 | Золотой       | May 12, 1997  |
| ABPD — Бразилия                | Золотой       | 1999          |
| ABPD — Бразилия                | Платиновый    | 2007          |

## Премии
Грэмми
| Год  | Лауреат | Категория                                          |
| ---- | ------- | -------------------------------------------------- |
| 1998 | «Pink»  | Лучшее вокальное рок исполнение дуэтом или группой |